# Ukraiinka
Ukraiinka (în ucraineană Українка) este un oraș raional din raionul Obuhiv, regiunea Kiev, Ucraina. În afara localității principale, mai cuprinde și satul Pliutî.

## Demografie
Componența lingvistică a orașului Ukraiinka
     Ucraineană (71,18%)
     Rusă (28,15%)
     Alte limbi (0,31%)
Conform recensământului din 2001, majoritatea populației orașului Ukraiinka era vorbitoare de ucraineană (71,18%), existând în minoritate și vorbitori de rusă (28,15%).